# Albert Damantang Camara
Ne doit pas être confondu avec Damantang Camara.
Albert Damantang Camara né en 1964 en Guinée, diplômé en droit des entreprises et en management commercial, est un homme politique guinéen et Ministre de la Sécurité et de la Protection civile du 11 novembre 2019 au 5 septembre 2021.

## Parcours
Il commence sa carrière en France au sein d’une banque où il s’occupe du recouvrement de créances.
En 1999, il décide de revenir en Guinée pour passer des années chez Total Guinée en tant que commercial et responsable juridique. Il crée son propre cabinet de conseil et dirige des études portant sur le secteur de la sécurité et de la réforme de la justice en Guinée.

## Ministre
De 2010 en 2018, il était ministre de l’enseignement technique, de la formation professionnelle, de l’emploi et du travail, porte-parole du gouvernement et ministre conseiller à la présidence avant de remplacer Alpha Ibrahima Keira à la tête du Ministère de la Sécurité et de la Protection civile de 2019 en 2021.
En Avril 2022, Albert Damantang Camara est écroué. Il est poursuivis pour des faits présumés de détournement et complicité de détournement de deniers publics, enrichissement illicite, corruption et blanchiment.
Le 10 aout 2022, il recouvre sa liberté,.